# Dōtaku

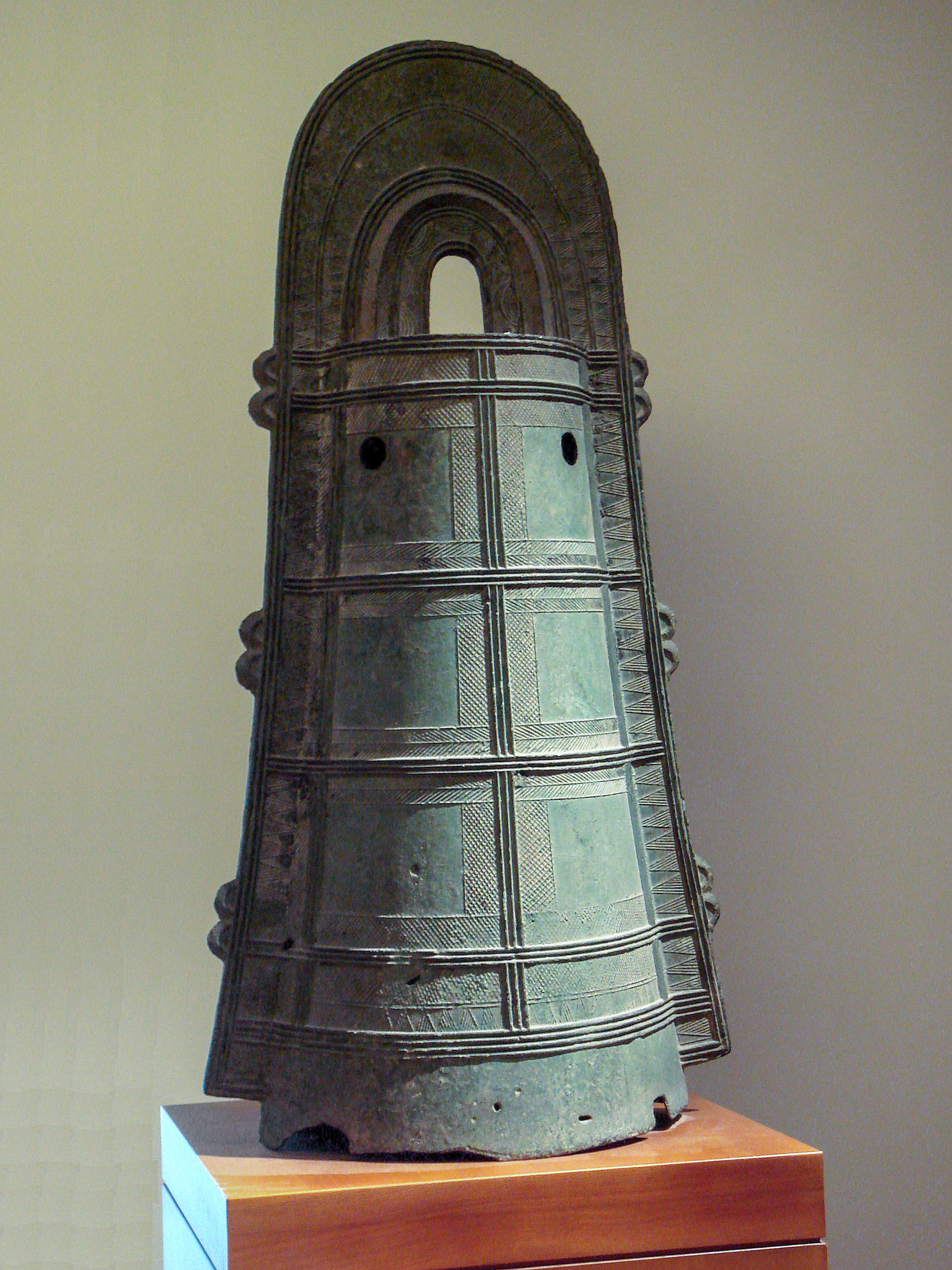
Un dōtaku de la période Yayoi, IIIe siècle.

Les dōtaku (銅鐸) sont des cloches japonaises fondues dans un bronze relativement peu épais et richement ornementées. Les cloches dōtaku apparaissent dans des dépôts rituels à la période Yayoi moyen, mais de nombreux  dōtaku anciens datent des IIe et IIIe siècles, ce qui correspond environ à la fin de la période Yayoi, ou Yayoi final. Au cours d'une des premières phases de leur évolution, les dōtaku ont été ornés de motifs représentant des éléments de la nature et des animaux (dont la libellule, la mante religieuse ou encore l'araignée) ou des scènes de chasse, de travail agricole… Les historiens pensent que les dōtaku servaient aux prières pour avoir une bonne récolte : les animaux y figurant étaient en effet des ennemis naturels des parasites attaquant les rizières.
Dans la région du Kansai, de nombreux dōtaku ont été retrouvés, généralement loin des lieux habités, peut-être aux limites des terroirs.

## Caractéristiques au Yayoi final
Les dōtaku ne possèdent pas de battant, elles devaient être frappées, comme les cloches chinoises et coréennes. Elles sont réalisées dans des moules bivalves. Atteignant jusqu'à un mètre de haut, elles se caractérisent par un tronc circulaire haut et une anse fine qui se poursuit en arêtes. Parmi les décors les plus fréquents figurent des motifs en dents de scie, sur les arêtes latérales, et des liserés qui agrémentent toute la surface et la découpent en plusieurs registres. Plus tard apparaissent des motifs zoomorphes et anthropomorphes, et ces registres peuvent alors recevoir des scènes figurées, comme des scènes de chasse et de pêche, et autres activités quotidiennes, des bâtiments aussi. Au cours des phases finales les motifs figuratifs disparaissent. Ces objets étaient probablement des objets rituels liés à des rites agraires qui se déroulaient au moment de la récolte, et non des instruments de musique. Ils sont souvent retrouvés dans des lieux isolés, comme aux abords des cascades ou d'accidents de terrain, enterrés isolément ou par groupe de quatre ou cinq.
Le premier usage des dōtaku est difficile à situer dans le temps, mais des indices (en 2013) permettent de placer cette date au cours des périodes Yayoi II / III. Au cours de la période Yayoi moyen, la coutume d'utiliser des cloches de bronzes comme dépôt rituel se met en place depuis la région du Kansai. Elles portent alors la marque d'un usage prolongé, ayant été heurtées longtemps avec une barre de bronze. Elles ne sont enfouies qu'après ce long usage.
Au cours de la période Yayoi final (vers 50 EC - 200 EC) quatre « horizons rituels » se partagent, alors, tout l'ouest du Japon en quatre régions qui se recouvrent légèrement parfois. Les quatre horizons rituels qui prennent forme dans cette partie de l'archipel sont différenciés par ces marqueurs : A: par les pointes de lance en bronze type W (l'île Tsushima, Nord Kyushu, Ouest Shikoku) , B: par les cloches dōtaku en bronze de type IV (depuis l'est de Shikoku jusqu'à la péninsule d'Izu en passant par la région de Nara, et la côte Nord, du cap Kyoga [Kyoga-saki]  à Fukui (déborde la région du Kansai, surtout dans l'est de Shikoku), C: par des piédestaux lourdement décorés pour les rituels funéraires dans la région de l'ancienne province de Kibi, et D: par les tumuli rectangulaires à 4 pieds, dans la zone de l'ancienne province d'Izumo. Dans leur fonction de dépôt rituel, elles ont atteint de si grandes tailles qu'elles n'ont pas été utilisées comme cloches : elles ne portent aucune trace indiquant qu'elles aient été heurtées.  
On a pu déterminer que la matière première des cloches de bronze, à partir du Yayoi IV, venait de Chine, précisément du Hebei, sous forme de lingots ; auparavant elle provenait de Corée. Le transport de ces matières premières suppose un réseau de communications et d'échanges, qui participe au cours du Yayoi IV  à une centralisation croissante et à une collaboration à différentes échelles. Yayoi V, Final : v. 1/50 EC - 200 EC.

### Typologie, classement chronologique
L'évolution des types a été classée par Makoto Sahara, du type I au type IV-5. Cet auteur a pu distinguer deux « écoles », au Yayoi final, l'une apparait dans la région du Kansai (ou Kinki), l'autre dans la région du Tokai. Les différences restent minimes : par exemple, dans le dernier cas les bandes qui divisent l'espace décoré se croisent, tandis que dans le premier cas elles ne se croisent pas.

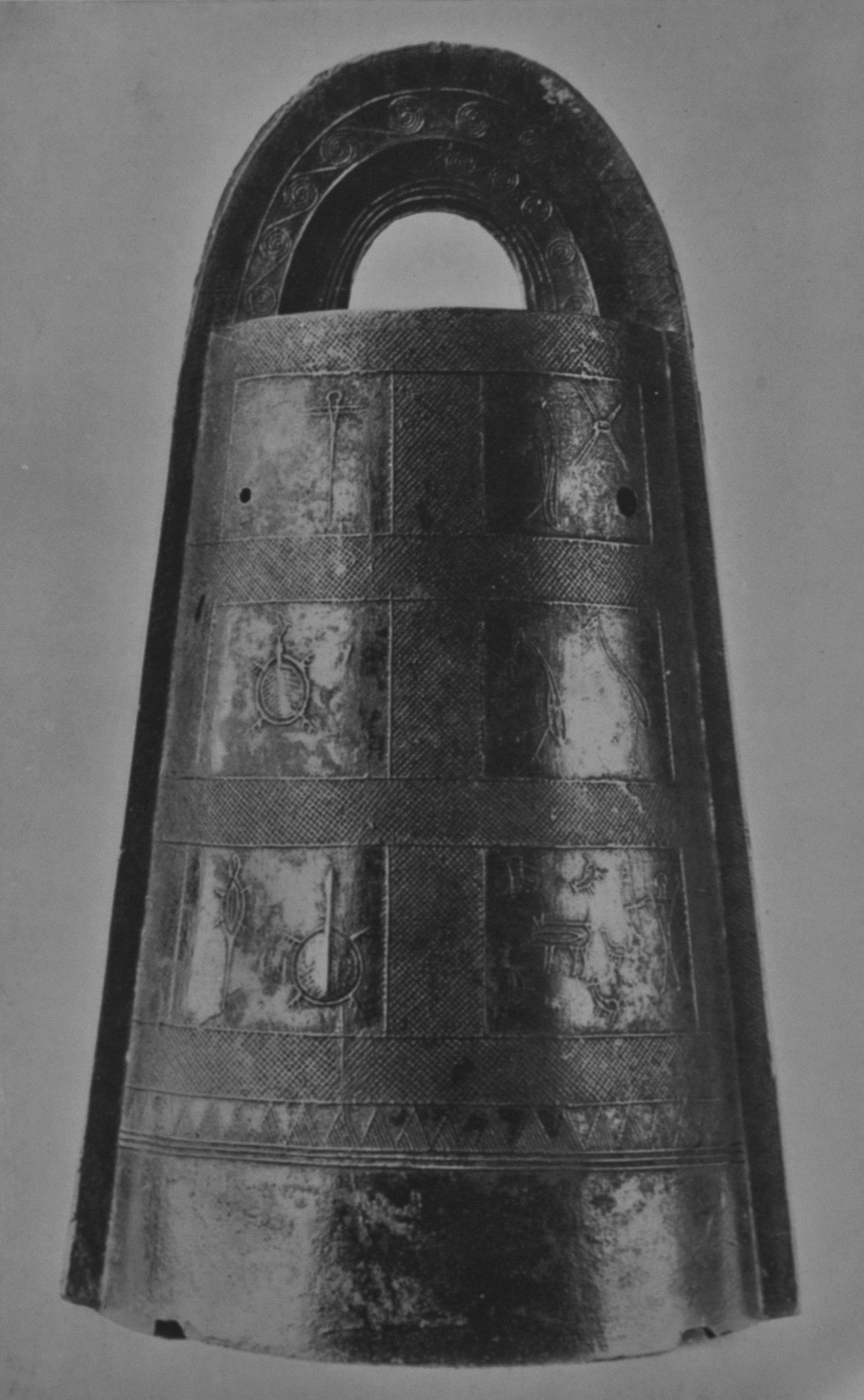
Type III : dōtaku à motifs zoomorphes et anthropomorphes, musée national de Tokyo[10]. H. 42,7 cm. IIe – Ier siècle AEC, déb. Yayoi Moyen. Sakuragaoka (Hyogo).
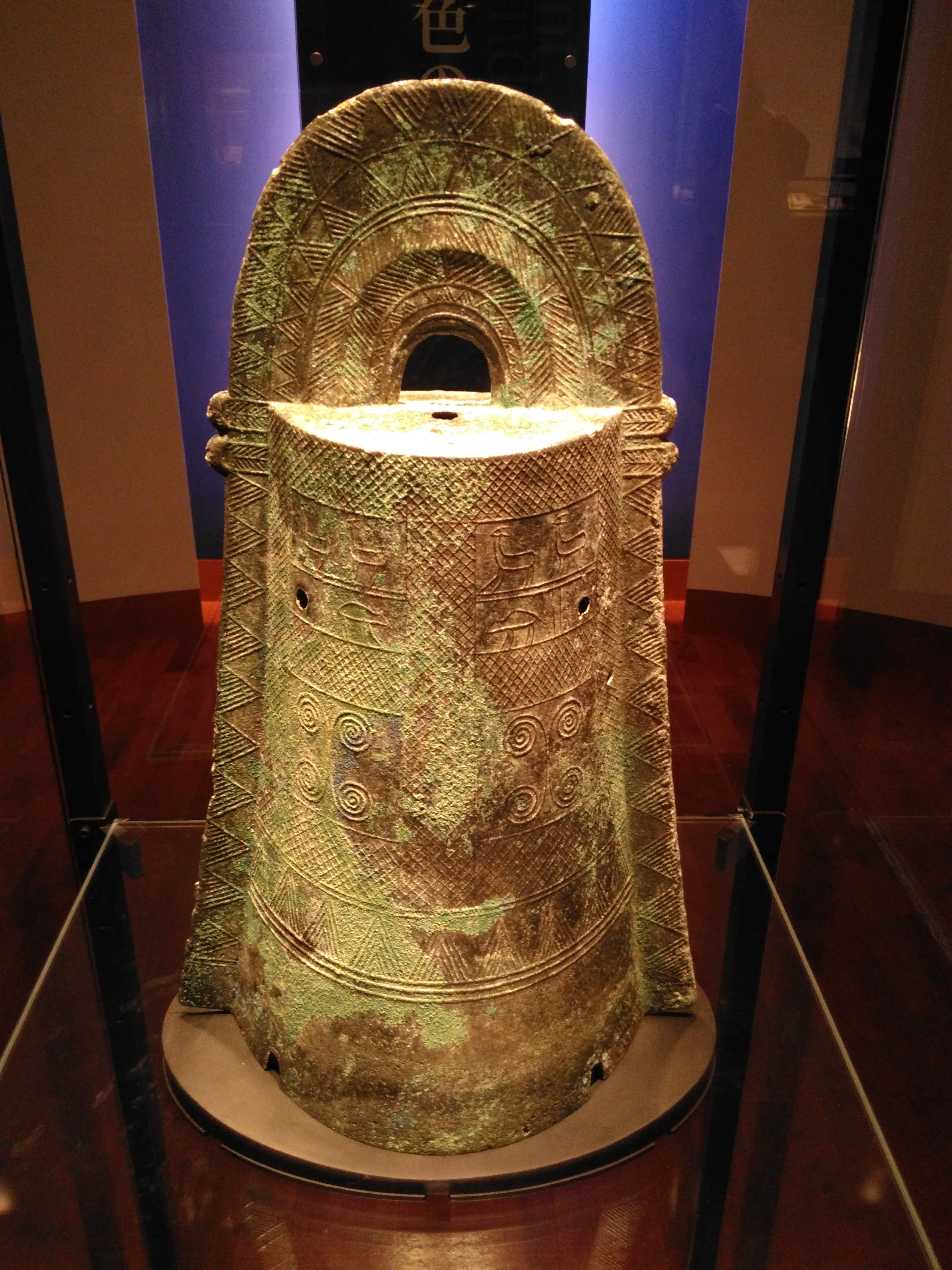
Type III (musée Shimane de l'ancien Izumo).
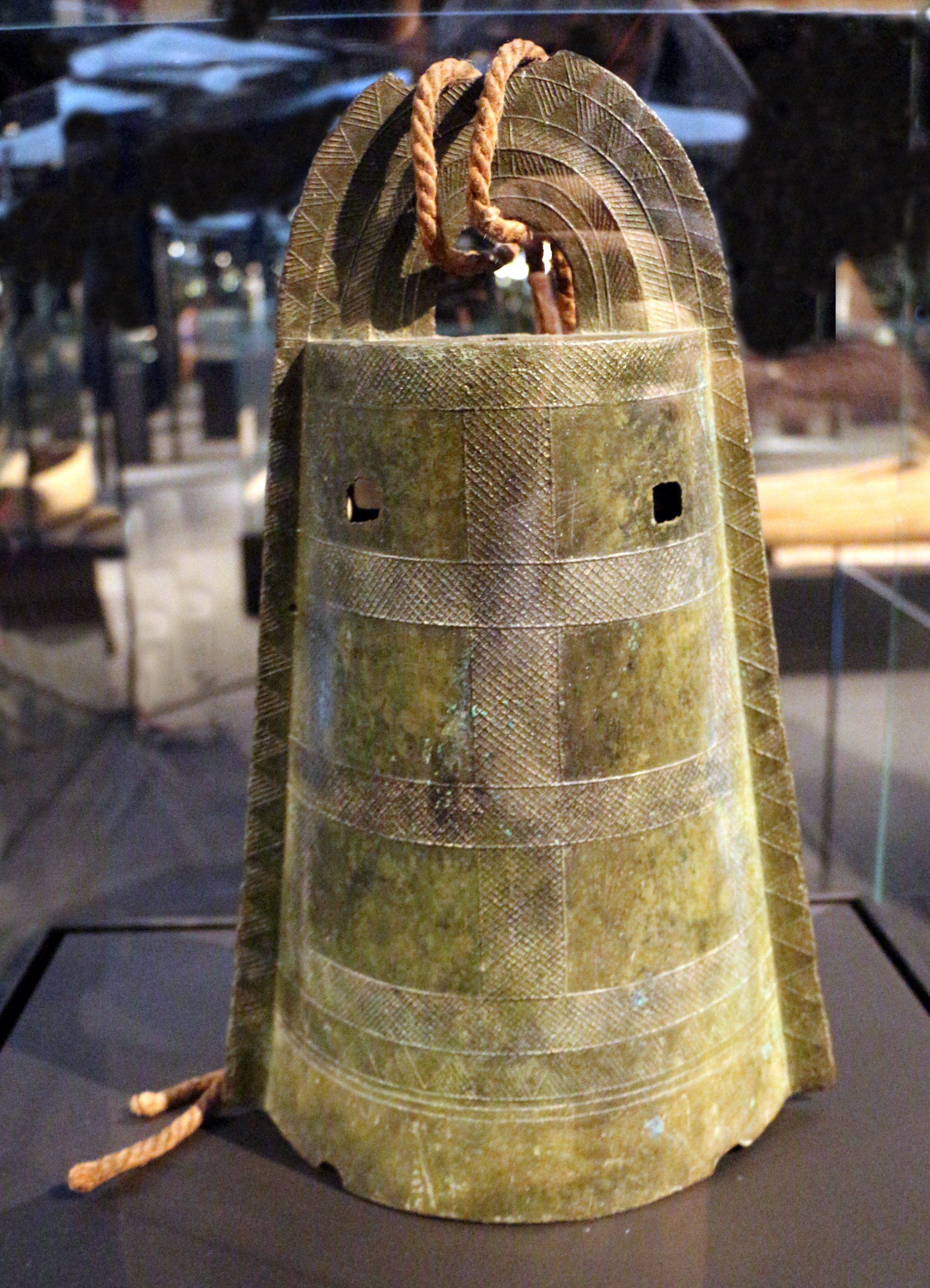
Type IV 1 (musée Pigorini).
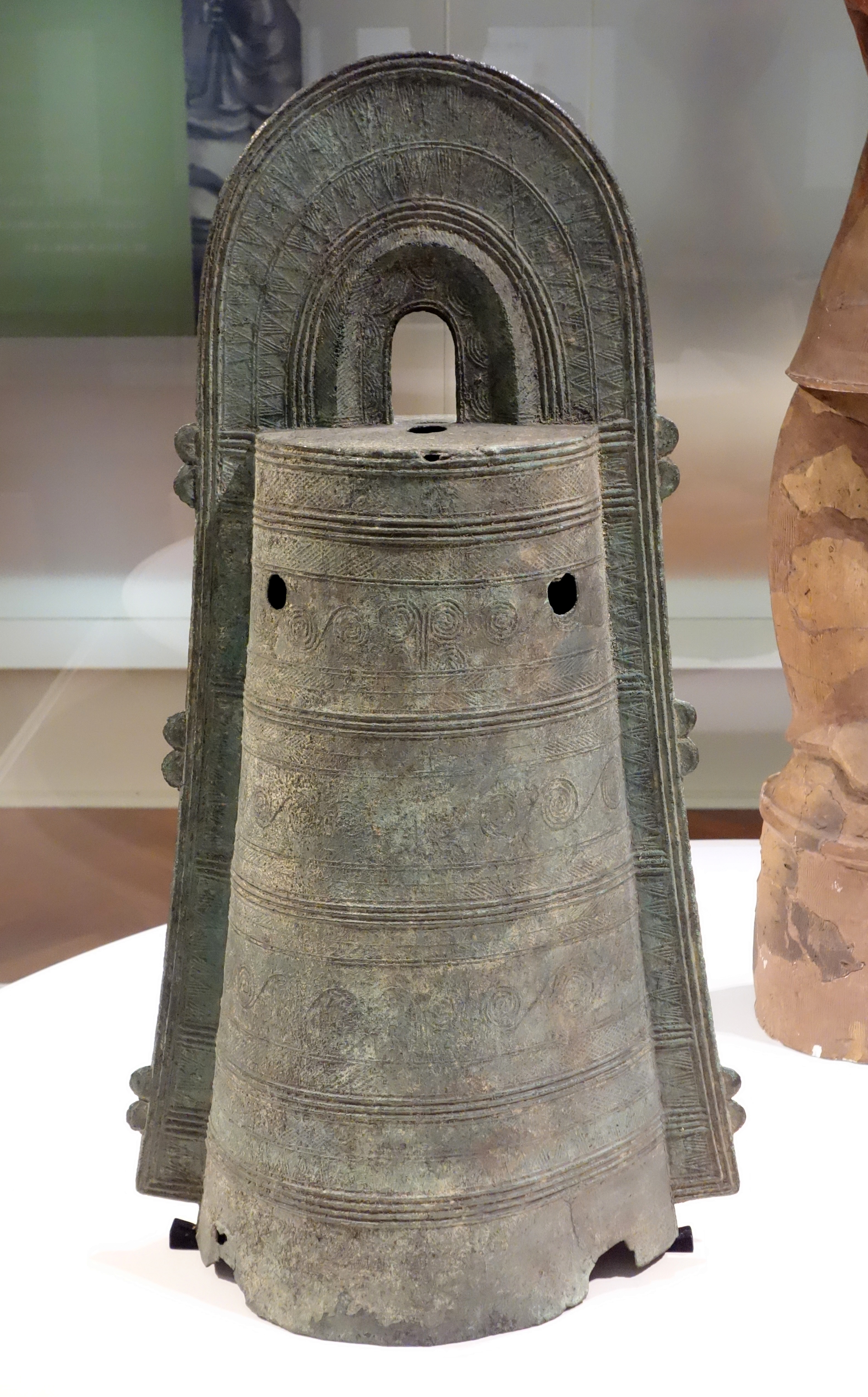
Type IV 1. Tsuri-Kojinyama, Hamamatsu-shi, Shizuoka, Ier – IIe siècle (musée national de Tokyo).
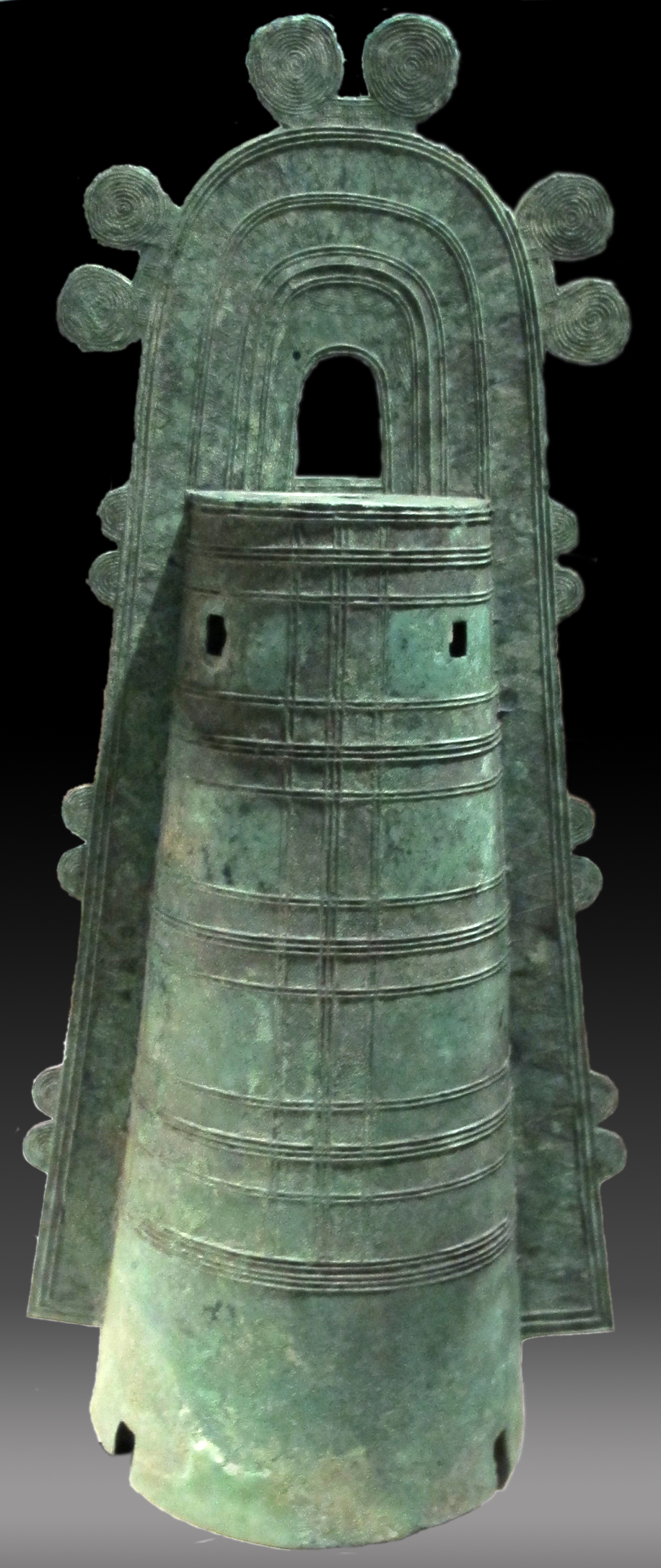
Type IV-5. Ier – IIIe siècle (musée national de Tokyo).